# Turkmènes de Syrie
Pour les articles homonymes, voir Turcomans.

Drapeau des Turkmènes de Syrie (version).

Les Turcomans de Syrie ou Turkmènes de Syrie sont des citoyens syriens d'origine turque oghouze. Peu d'études francophones sérieuses ont été consacrées à leur situation actuelle.

## Histoire

### Les premiers siècles d'installation des Oghouzes en Syrie
Les Turcs oghouzes ont commencé à s'installer en Syrie à partir du XIe siècle avec la conquête de la Syrie par l'Empire seldjoukide. En 1064, le prince turc Ibn Khan est entré dans Alep avec mille archers. Après la prise de la Syrie du nord en 1071, de Damas en 1078, et d'Alep en 1086, les Turcs ont commencé à nomadiser en Syrie et étaient recrutés dans les garnisons des sultans.
La première dynastie turque de Syrie, fondée par l'atabeg Zengi au XIIe-XIIIe, a renforcé la présence turque à Alep et distribuait des fiefs aux soldats turcs ayant participé aux Croisades. Certains Turcs habitaient aussi les Etats fondés par les Croisés, comme la principauté d'Antioche d'où ils ont été expulsés. Ils utilisaient l'arabe et le turc à cette époque en Syrie et dans la Djézireh. Cependant, bien que les Turcs étaient à la tête de l'administration en Syrie, il y avait peu de Turcs qui habitaient dans la région.
Durant la période des Mameloukes (dont la dynastie Baharite était turque kiptchak) aux XIIIe-XIVe siècles, les soldats turcs étaient installés dans des garnisons à Alep et Damas et au XVe siècle on comptait 180000 soldats turcs en Syrie.

### Les Turkmènes et la Syrie ottomane (1517-1918)
Avec la conquête de la Syrie par Selim Ier en 1517, la Syrie passa sous la gestion de l'Empire ottoman. L'installation de Turcs anatoliens était encouragée par la Sublime Porte notamment dans les régions de Homs et Hama, en milieu rural. Les migrations depuis l'Anatolie vers la Syrie continuaient durant le temps de l'Empire. En 1798, William George Browne indique que les habitants d'Antioche sont des turcophones contrairement à ceux d'Alep qui sont arabophones. Les migrations continuèrent furent accrues lors du XIXe siècle avec l'arrivée des muhadjirs, musulmans des Balkans, du Caucase et de Crète fuyant les guerres. Le village côtier d'Al-Hamidiyah (Tartous) a été fondé par des Turcs de Crète en 1897 et de nombreux quartiers en Syrie portent le nom de Muhajiroun (comme à Damas). Selon Vital Cuinet dans La Turquie d'Asie, géographie administrative: statistique, descriptive et raisonnée de chaque province de l'Asie Mineure, en 1890-1895, les Turcs (urbains) et Turkmènes (nomades) constituaient les deuxième et troisième groupes ethniques après les Arabes dans le Sandjak d'Alep.
La Syrie a été ottomane pendant plus de quatre cents ans. La présence turque a profondément marqué le dialecte arabe syrien et la toponymie syrienne, qui comporte de nombreux noms turcs. Dans le Bayırbucak, plusieurs villages portent de nombreux noms turcs comme Salib al-Turkman, Kor Ali, Saray, Dervishan, Karadja Aghaj, Qibkaya, et ailleurs en Syrie l'on trouve par exemple Qirq Maghar, Qubbat al-Turkmuman, Tiba el-Turki.
À la chute de l'Empire ottoman, plusieurs membres de la famille impériale ottomane ont fui la Turquie kémaliste et se sont réfugiés en Syrie où certains sont inhumés dans le Takiye Süleymaniyye à Damas.

### Le mandat français (1923-1946)
La France occupe la Syrie depuis 1918 avec l'administration des Territoires ennemis occupés. En 1921, la Turquie obtient de la France un statut spécial pour le Sandjak d'Alexandrette afin que les droits de la minorité turque y soient protégés, notamment la possibilité d'utiliser leur langue. Cependant, le traité d'Ankara ne protège que les droits des Turcs vivants dans le sandjak d'Alexandrette et ne concernait pas les Turkmènes de Syrie. Le sandjak a été détaché de la Turquie avec la création de l'Etat du Hatay, annexé par la Turquie en 1939. À la suite de cette annexion, de nombreuses familles arméniennes, arabes et quelques familles turques sont parties en Syrie vers Alep, Damas, Beyrouth et Lattaquié. Le Bayırbucak, non compris dans le territoire du Hatay, est resté syrien et est considéré par les Turkmènes locaux comme une extension du Hatay en Syrie.

### La Syrie contemporaine
Dans les années 1950, le développement de Lattaquié a attiré de nombreux Turkmènes des villages alentour à s'installer en ville. Dans le gouvernorat de Lattaquié, l'on compte 265 villages turkmènes. Cependant, la Syrie a poursuivi des politiques d'arabisation des minorités, changeant les noms non arabes de nombreux villages en noms arabes. C'est le cas de nombreux villages du Bayırbucak avec par exemple le village de Akja Bayir (Akça Bayır) a été renommé El-Beyda, ou Ghabelli (Gebelli) est devenu Rabia.
Les gouvernements successifs de Syrie ne garantissaient pas de protection constitutionnelle aux droits des Turkmènes de Syrie et, bien qu'ils conservaient leur identité et leur langue, ils n'avaient pas le droit d'ouvrir d'associations culturelles et des écoles, ni de publier dans leur langue.
On ne connaît pas leur nombre exact en raison du refus du gouvernement syrien de procéder à des recensements ethniques. Leur nombre est toutefois largement inférieur à celui des minorités ethniques et religieuses les plus importantes du pays (kurdes, alaouites ou chrétiennes). Les démographes spécialistes de la région[Qui ?] estiment leur nombre à environ 114 000 personnes soit 0,6 % de la population totale de la Syrie.

#### Les Turkmènes de Syrie et la Guerre civile syrienne
Durant la guerre civile syrienne, les Turkmènes ont créé l'Assemblée turkmène de Syrie (Suriye Türkmen Meclisi) à Al-Rai en 2012 avec pour objectif de représenter politiquement les Turkmènes et de faire valoir leurs droits. Plusieurs groupes armés turkmènes ont pris le parti des rebelles, comme les Brigades turkmènes de Syrie (Suriye Türkmen Tugayları) et la Brigade Seldjouk (Selçuklular Tugayı). 

Drapeau des Turkmènes de Syrie, version utilisée par l'Assemblée turkmène de Syrie.

## Langue
La langue turque est la troisième langue parlée en Syrie après l'arabe syrien et le kurde d'après The Encyclopedia of Arabic language and linguistics. Cependant, le turc de Syrie s'éloigne du turc standard basé sur le parler d'Istanbul et se divise en plusieurs branches : 
- Dans le Bayırbucak autour du Mont Turkmène, il y a un continuum dialectal avec le turc du Hatay ;
- Dans Alep et sa région, le dialecte est similaire à celui de Kilis et Gaziantep ;
- Dans la région allant de Tel Abyad jusqu'à Raqqa, les Turkmènes utilisent un dialecte proche de celui de Şanlıurfa.

Il existe aussi des îlots linguistiques turcophones dans la province de Homs, Damas (dialecte yörük) et sur le plateau du Golan. Sous Hafez el-Assad et dans un but d'arabisation, les Turkmènes de Syrie n'avaient pas le droit de publier des ouvrages dans leur langue. Durant la période d'arabisation de la Syrie sous le Parti Baath, de nombreux Turkmènes (surtout urbains) ont adopté l'arabe. De ce fait, les Turkmènes de Homs, Hama et Tartous ont perdu l'usage du turkmène de Syrie.
Après les trois interventions de la Turquie en Syrie dans le contexte de la guerre civile syrienne (Bouclier de l'Euphrate en 2016-2017, Rameau d'olivier en 2018 et Source de paix en 2019), la Turquie a construit de nombreuses écoles qui enseignaient le turc dans les territoires occupés,,. La langue enseignée est le turc standard de Turquie.

## Personnalités turkmènes de Syrie
- Armande Altaï
- Famille al-Azem
  - Assad Pacha al-Azem, fils d'Ismail, gouverneur de Damas (1743-1757) et Alep (1757)
  - Haqqi al-Azem, Premier ministre de Syrie mandataire (1932-1934)
  - Ismail Pacha al-Azem, gouverneur de Damas (1725-1730)
  - Khaled al-Azem, Président par intérim (1941) et Premier ministre entre 1941 et 1963
  - Youssef al-Azmeh (1884-1920)
- Subhi Barakat, Président de la Syrie (1925)
- Taqi al-Din (1526-1585)
- Khaled Khoja, Président de la Coalition nationale des forces de l'opposition et de la révolution
- Famille Mardam-Bey
  - Jamil Mardam-Bey, homme politique syrien
  - Khalil Mardam-Bey, compositeur de l'hymne national syrien
  - Sami Mardam-Bey, homme politique
- Huda Naamani, écrivaine syrienne
- Ahmed Nami, cinquième Premier ministre et deuxième Président de Syrie (1926-1928)
- Nizar Qabbani
- Famille Tlass
  - Manaf Tlass, brigadier général de la Garde républicaine syrienne, fille de Moustafa Tlass
  - Moustafa Tlass, ministre syrien de la défense (1972-2004) de mère turque
- Dynastie zengide